# Festival Internacional de Cine de Venecia de 1939
La "7ª" (anulada) Mostra Internacional de Cine de Venecia se celebró del 8 de agosto al 1 de septiembre de 1939. Esta edición vino fuertemente marcada por la influencia del régimen fascista y por la no presencia de las películas estadounidenses.

## Jurado
- Giuseppe Volpi di Misurata (Presidente)[2]
- Olaf Andersson
- Luigi Bonelli
- Ottavio Croze
- Antonio de Obregón
- Dino Falconi
- F.T. Geldenhuys
- Neville Kearney
- Ernest Leichtenstern
- Antonio Maraini
- Ugo Ojetti
- Vezio Orazi
- Giacomo Paulucci de'Calboli
- Junzo Sato
- D.I. Suchianu
- Zdenk Urban
- Louis Villani
- Carl Vincent

## Películas

### Sección oficial
Las películas siguientes se presentaron en la sección oficial:
| Título en español                      | Título original                      | Director(es)                          | País         |
| -------------------------------------- | ------------------------------------ | ------------------------------------- | ------------ |
| Ambición                               | Ambición                             | Adelqui Migliar                       | Argentina    |
| Margarita, Armando y su padre          | Margarita, Armando y su padre        | Francisco Mugica                      | Argentina    |
| Divorcio en Montevideo                 | Divorcio en Montevideo               | Manuel Romero                         | Argentina    |
| De la sierra al valle                  | De la sierra al valle                | Antonio Ber Ciani                     | Argentina    |
| El matrero                             | El matrero                           | Orestes Caviglia                      | Argentina    |
| Humoreska                              | Humoreska                            | Otakar Vávra                          | Bohemia      |
| Tulák Macoun                           | Tulák Macoun                         | Ladislav Brom                         | Bohemia      |
| Derrière la façade                     | Derrière la façade                   | Yves Mirande, Georges Lacombe         | Francia      |
| La ley sagrada                         | Jeunes filles en détresse            | Georg Wilhelm Pabst                   | Francia      |
| La bestia humana                       | La Bête humaine                      | Jean Renoir                           | Francia      |
| Fin de jornada                         | La Fin du jour                       | Julien Duvivier                       | Francia      |
| Al despertar el dia                    | Le jour se lève                      | Marcel Carné                          | Francia      |
| El mundo temblará                      | Le monde tremblera                   | Richard Pottier                       | Francia      |
| París 1900                             | Bel Ami                              | Willi Forst                           | Alemania     |
| Un patriota                            | Der Gouverneur                       | Viktor Tourjansky                     | Alemania     |
| Noche embrujada                        | Es war eine rauschende Ballnacht     | Carl Froelich                         | Alemania     |
| Fasching                               | Fasching                             | Hans Schweikart                       | Alemania     |
| Todo mentiras                          | Lauter Lügen                         | Heinz Rühmann                         | Alemania     |
| Forja de héroes                        | Pour le Mérite                       | Karl Ritter                           | Alemania     |
| Roberto Koch, el vencedor de la muerte | Robert Koch, der Bekämpfer des Todes | Hans Steinhoff                        | Alemania     |
| Ani to sono imoto                      | Ani to sono imoto                    | Yasujirô Shimazu                      | Japón        |
| Shanhai rikusentai                     | Shanhai rikusentai                   | Hisatora Kumagai                      | Japón        |
| Taiyo no ko                            | Taiyo no ko                          | Yutaka Abe                            | Japón        |
| Tsuchi                                 | Tsuchi                               | Tomu Uchida                           | Japón        |
| Las cuatro plumas                      | The Four Feathers                    | Zoltan Korda                          | Reino Unido  |
| El príncipe trovador                   | The Mikado                           | Victor Schertzinger                   | Reino Unido  |
| Llovida del cielo                      | Young Man's Fancy                    | Robert Stevenson                      | Reino Unido  |
| Abuna Messias                          | Abuna Messias                        | Goffredo Alessandrini                 | Italia       |
| Castillos en el aire                   | Castelli in aria                     | Augusto Genina                        | Italia       |
| Dernière jeunesse                      | Dernière jeunesse                    | Jeff Musso                            | Italia       |
| Grandes almacenes                      | I grandi magazzini                   | Mario Camerini                        | Italia       |
| Il pianto delle zitelle                | Il pianto delle zitelle              | Giacomo Pozzi-Bellini                 | Italia       |
| El sueño de Butterfly                  | Il sogno di Butterfly                | Carmine Gallone                       | Italia       |
| La mejor venganza                      | Montevergine                         | Carlo Campogalliani                   | Italia       |
| Piccolo hotel                          | Piccolo hotel                        | Piero Ballerini                       | Italia       |
| Veertig jaren                          | Veertig jaren                        | Johan De Meester y Edmond T. Gréville | Países Bajos |
| Gläd dig i din ungdom                  | Gläd dig i din ungdom                | Per Lindberg                          | Suecia       |
| Man och kvinna                         | Man och kvinna                       | Pál Fejös y Gunnar Skoglund           | Suecia       |
| Hombres del mar                        | Valfångare                           | Anders Henrikson y Tancred Ibsen      | Suecia       |
| Abenteuer in Marokko                   | Abenteuer in Marokko                 | Leo Lapaire                           | Suiza        |
| Farinet ou l'or dans la montagne       | Farinet ou l'or dans la montagne     | Max Haufler                           | Suiza        |
| Bors István                            | Bors István                          | Viktor Bánky                          | Hungría      |
| Öt óra 40                              | Öt óra 40                            | André De Toth                         | Hungría      |
| ¿Vocación?                             | ¿Vocación?                           | Rina Massardi                         | Uruguay      |

## Premios[4]
- Copa Mussolini
  - Mejor película italiana - Abuna Messias de Goffredo Alessandrini
- Medalla de bronce
  - La ley sagrada de Georg Wilhelm Pabst
  - Noche embrujada de Carl Froelich